# Pere Font i Marguí
Pere Font i Marguí   (la Vall d'en Bas, 22 de juliol de 1922) va ser un ciclista català que va córrer professionalment entre 1942 i 1948.
En el seu palmarès destaca una victòria d'etapa a la Volta a Catalunya de 1947 i una 10a posició final a la Volta a Espanya de 1945.

## Palmarès
- 1947
  - Vencedor d'una etapa de la Volta a Catalunya

### Resultats a la Volta a Espanya
- 1945. 10è de la classificació general
- 1946. 22è de la classificació general
- 1947. 12è de la classificació general
- 1948. 18è de la classificació general